# Koonzime jezik
Koonzime (nzime, djimu, zimu, koozime, koozhime, kooncimo, dzimou; ISO 639-3: ozm), jezik naroda Nzime u provinciji East u Kamerunu. Govori ga oko 30 000 ljudi (2000). Ima nekoliko dijalekata nzime (ili koonzime), badwe'e (badjoue, bajwe'e, koozime), njeme (ndjeme, ngyeme) i ndjem (njem, ndzem, djem, dzem, nyem).
Koomzime pripada podskupini makaa-njem (A.80)., jednom od ogranaka sjeverozapadnih bantu jezika.

## Vanjske poveznice
- Ethnologue (14th)
- Ethnologue (15th)